# Обыкновенный дикдик
Обыкновенный дикдик (лат. Madoqua kirkii) — небольшая антилопа семейства полорогих, обитающая в Восточной Африке. Видовое название дано в честь шотландского натуралиста Джона Кирка (1832—1922).

## Описание
Обыкновенный дикдик достигает высотой в холке до 40 см и весом 5,5 кг. Рога длиной 9,5 см. Он немного крупнее дикдика Гюнтера, который достигает высоты в холке 35 см и обладает более вытянутой мордой.

## Образ жизни
Хотя животное предпочитает скорее густую растительность с разнообразными кормовыми растениями, его можно встретить также в биотопах со скудной травянистой растительностью. Обитает преимущественно в Центральной и Северной Намибии, где питается многочисленными растениями, выбирая при этом только отдельные части растений.
Это дневные животные, при очень высоких дневных температурах они отдыхают в тени и затем активны ночью.
Для защиты от жары животное охлаждает кровь в слёзно-носовых протоках. У него удлинённая морда, вследствие чего носовая полость и влажная слизистая оболочка увеличены. Ограничивая приток крови к мышцам, за исключением участвующих в дыхании, дикдик может экономить энергию при дыхании, что выгодно при высоких температурах.
Дикдики живут моногамно на постоянных территориях. Самец доминирует, защищая свою территорию от незваных гостей. Как только подрастают детёныши—самцы, самец—отец их прогоняет. Вскоре они начинают искать себе партнёра, хотя ещё не достигли половой зрелости, и отмечают свой участок.
Из-за своего незначительного размера дикдики являются лёгкой добычей для многих хищников. При опасности они остаются неподвижными, самцы часто поворачивают голову, наблюдая, в то время как самки тихо стоят. В случае действительной угрозы они убегают, прыгая из стороны в сторону, и ищут себе новое убежище, в котором снова выжидают до тех пор, пока не минует опасность.

## Галерея

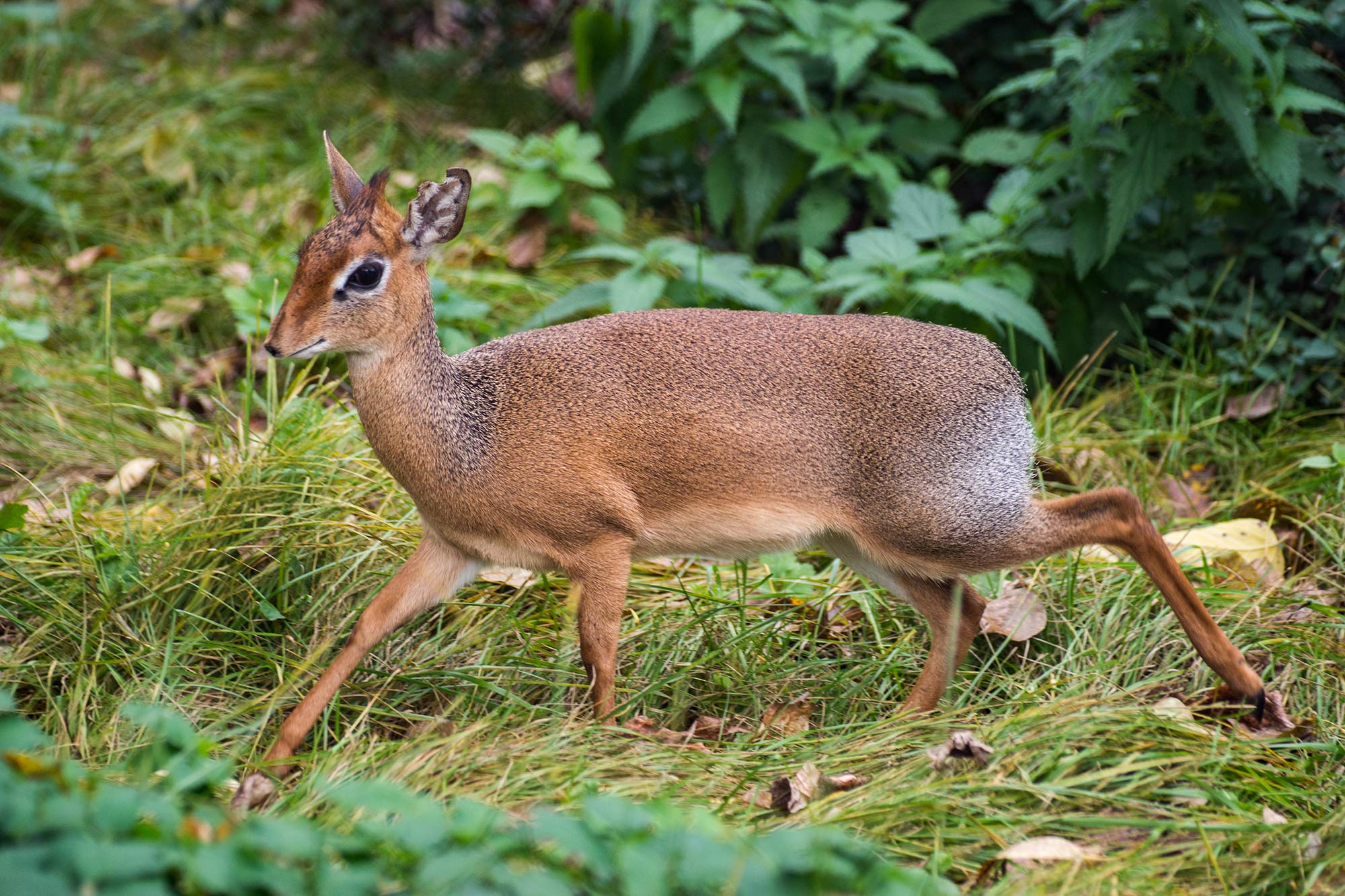
Дикдик обыкновенный (самка) в Московском зоопарке
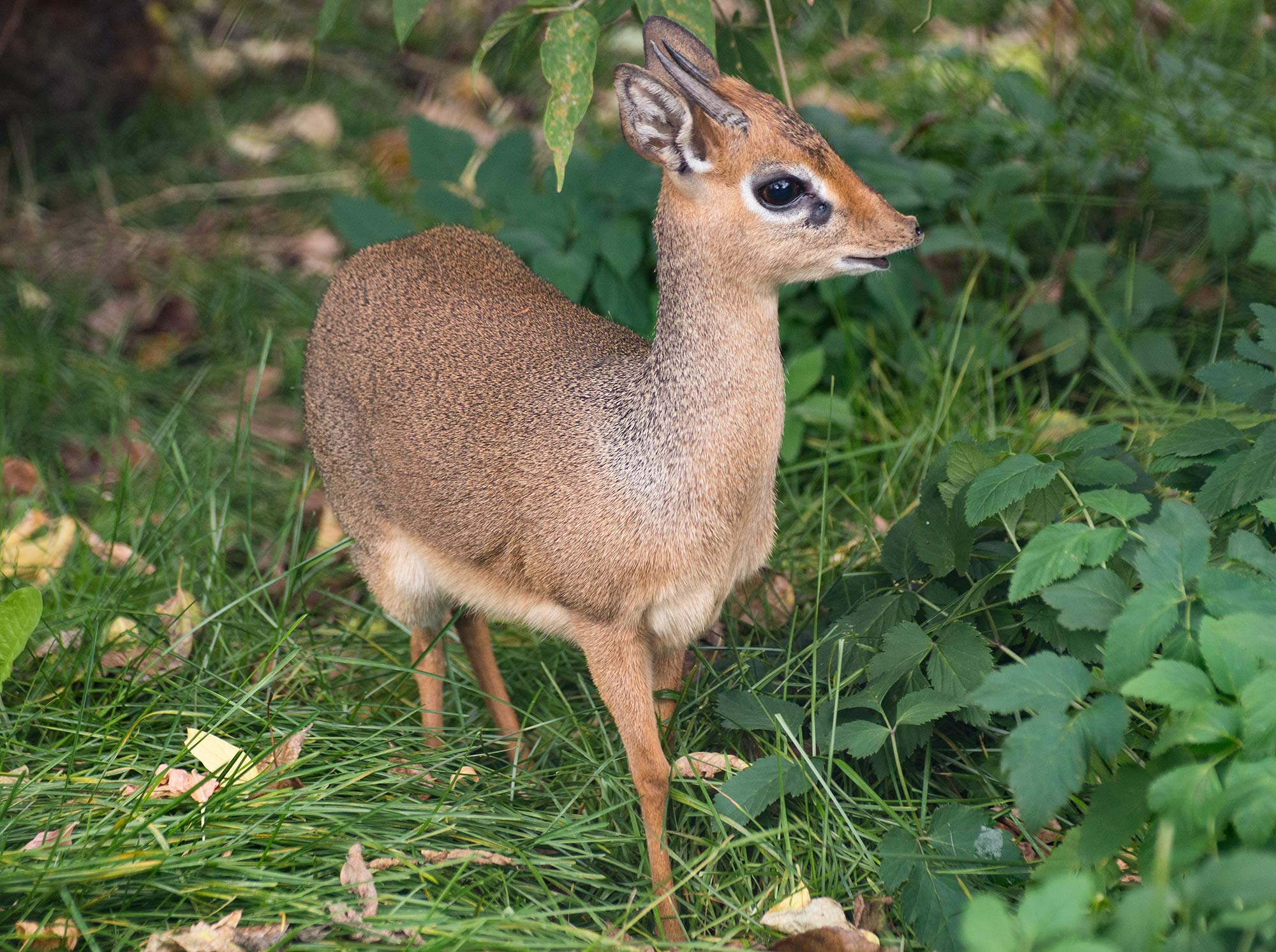
Дикдик обыкновенный (самец) в Московском зоопарке